# 乐都镇
乐都镇，是中华人民共和国四川省乐山市峨眉山市曾经下辖的一个镇。2019年12月，撤销乐都镇，将其所属行政区域划归九里镇管辖。

## 行政区划
乐都镇撤销前下辖以下地区：
兴隆社区、新农村、新堰村、新和村、红卫村、园通村、顺江村和新沟村。